# Thiên môn đông

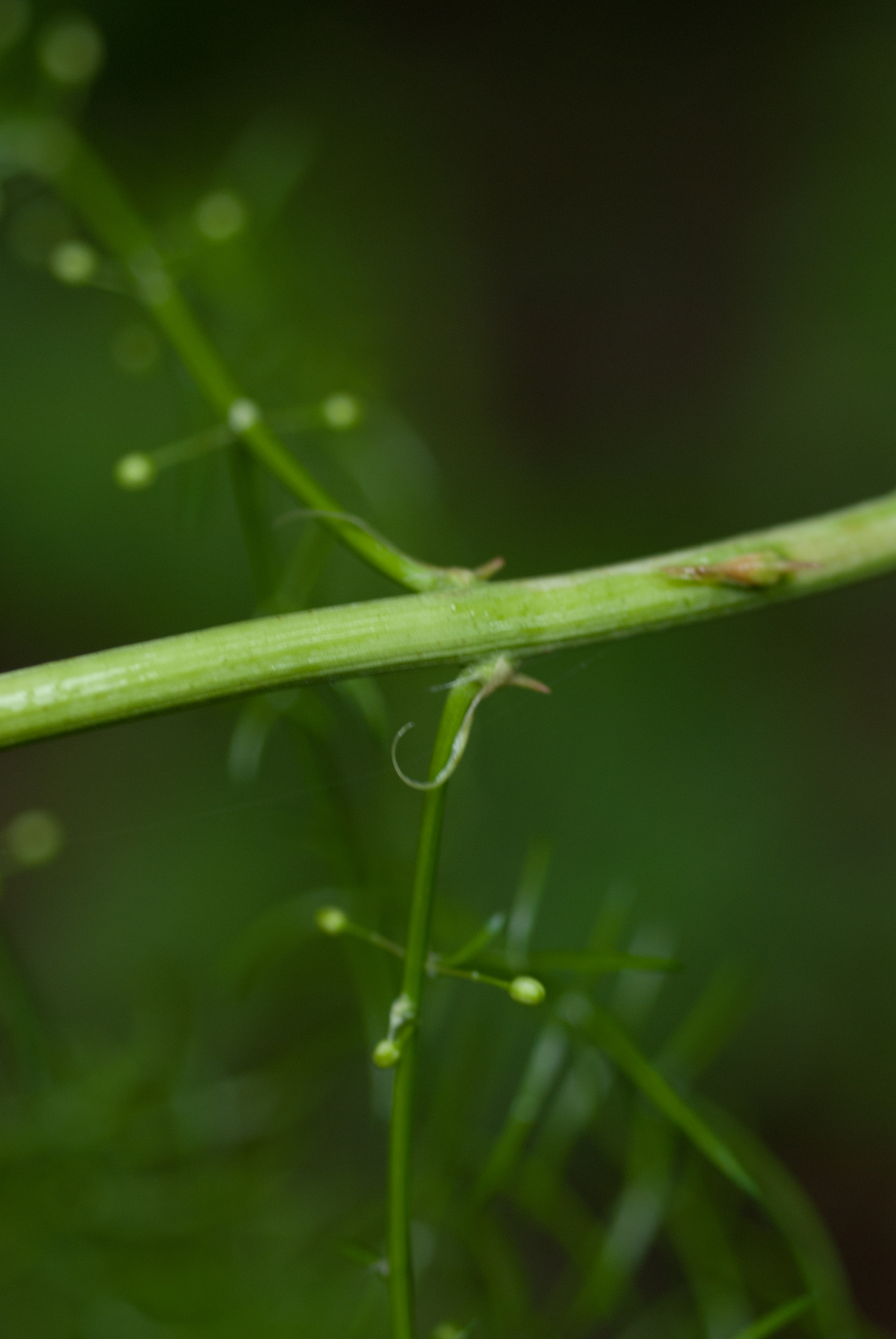
Một đoạn thân cây kèm hoa

Thiên môn đông (danh pháp: Asparagus cochinchinensis) là loài thực vật có hoa trong họ Măng tây. Loài này được (Lour.) Merr. miêu tả khoa học đầu tiên năm 1919.
Mô tả: Dây leo sống lâu năm dài 1-2m. Rễ củ hình thoi mọc thành chùm. Thân mang nhiều cành, có ba cạnh, dài nhọn, hình lưỡi liềm nom như lá. Lá thật nhỏ như vẩy. Hoa nhỏ màu trắng, mọc ở nách lá. Quả mọng màu đỏ khi chín.
Hoa tháng 5.

## Hình ảnh

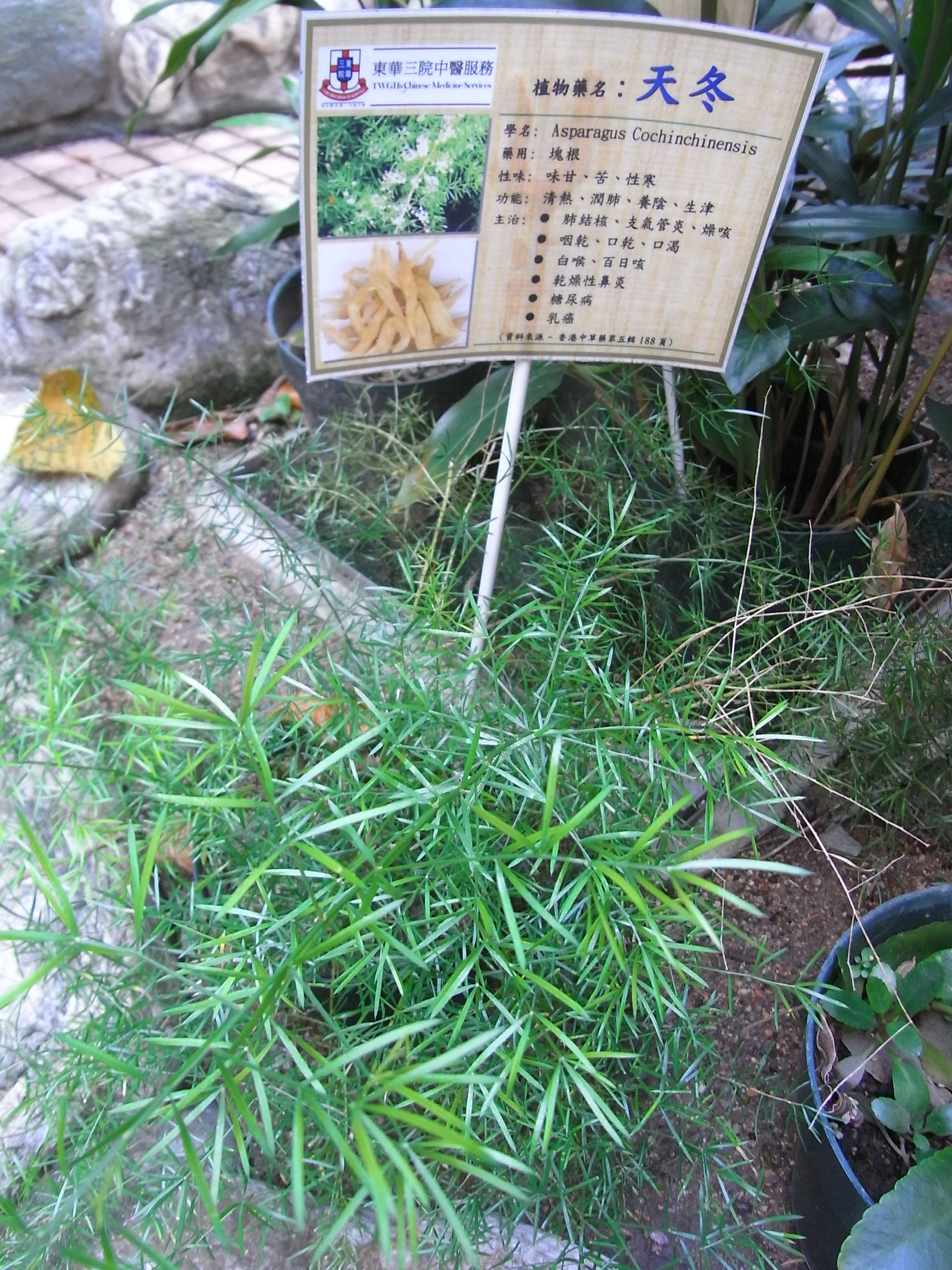